# 가스 윌리엄스
가스 윌리엄스(Garth Williams, 1912년 4월 16일 ~ 1996년 5월 8일)는 미국의 삽화가이자 그림책 작가이다. 만화가인 아버지와 풍경화가인 어머니 사이에서 태어났으며, 그림 외에는 관심사가 없는 열정을 삽화작업에 담았다. 화려하지 않은 대신, 선을 살려서 간결하고 무게있는 그림을 그린 개성과 동물들의 심리를 정확하게 묘사한 표현능력이 가스 윌리엄스 삽화의 특징이다.

## 작품
- 《샬롯의 거미줄》
- 《스튜어트 리틀》
- 《토끼의 결혼식》
- 《작은 집 시리즈》
- 《뉴욕에 간 귀뚜라미 체스터》
- 《초원의 집》-20세의 신인 삽화가였던 가스의 데뷔작이다.